# Meiryo
 (septembre 2020).
Si vous disposez d'ouvrages ou d'articles de référence ou si vous connaissez des sites web de qualité traitant du thème abordé ici, merci de compléter l'article en donnant les références utiles à sa vérifiabilité et en les liant à la section « Notes et références ».
Meiryo (japonais : メイリオ) est une police de caractères japonaise linéale de Microsoft. Elle a été créée par Eiichi Kōno (les caractères latins sont de Matthew Carter d’après Verdana) et est distribuée avec Microsoft Office à partir de Microsoft Office 2008 pour Mac et Office 2010, et avec Microsoft Windows à partir de Windows Vista. Elle utilise la technologie ClearType.

## Sources
- « Tokyo TDC Annual Awards 2007 Type Design Prize : Eiichi Kono + C&G (Satoru Sakamoto, Takeharu Suzuki, Yukiko Ueda) + Matthew Carter », sur Tokyo TDC, 2007.